# Når staten slår ihjel
|  | Denne artikel er oprettet af botten PalnaBot ud fra en ekstern database. Den kan derfor have sproglige fejl eller mangler. Denne skabelon kan fjernes efter kontrol af indholdet. |

Når staten slår ihjel er en dokumentarfilm instrueret af Jørgen Flindt Pedersen efter manuskript af Jørgen Flindt Pedersen.

## Handling
I Huntsville-fængslet i Texas, USA, venter 400 fanger på at blive henrettet. Fire dødsdømte - den ene af dem er nu løsladt som uskyldig, hans forseelse var at være sort - medvirker i denne film, som sætter fokus på en amerikansk stats håndtering af dødsstraffen. Mange af de dødsdømte har i flere omgange fået meddelt tidspunktet for eksekveringen, for så kort tid før denne at have fået udskydelse. Omkring de dødsdømte er der politikere, der slår kraftigt til lyd for dødsstraffen, en presse der betragter det hele som godt stof, en Dr. Death, som vurderer, om de dødsdømte vil kunne gentage forbrydelsen og derfor bør henrettes, og pårørende til ofrene for de dødsdømte. Filmen beskriver et system og dets aktører og lægger op til debat om denne straffeform. Se også »Gift med en dødsdømt«.